# Ву Шу-Чен

Ву Шу-чень (кит. трад.: 吳淑珍; піньїнь: Wú Shúzhēn; Вейд-Джайлз: Wu2 Shu2-chen1; певедзі: Ngô Siok-tin; народилася 11 липня 1953 року в Республіці Китай)- тайванський політик. Відбула один термін Аудиторському юані з 1987 по 1990. Як дружина президента Чень Шуйбяня, Ву була Першою леді Китайської Народної Республіки з 2000 по 2008 рік.  Вона є єдиною Першою леді Тайваню, яка була звинувачена і засуджена за скоєння злочину; вона була засуджена до одного року ув'язнення за дачу неправдивих свідчень щодо політичної корупції під час перебування її чоловіка на посаді президента. Однак термін її ув'язнення був збільшений до 17 з половиною років, як і у її чоловіка.

## Шлюб
Ву навчався в середній школі Матоу(麻豆國中), Муніципальна средня школа Чжуншань для дівчат (中山女中) а згодом закінчила College of Law and Business, National Chung Hsing University. За цей час вона ближче познайомилася зі своїм однокласником по середній школі Чень Шуйбянем, за якого згодом вийде заміж.
20 лютого 1975 року вона вийшла заміж за Чена в Тайбеї. Weng Yueh-sheng (翁岳生), науковий керівних Чена був свідком одруження.

## Параліч
18 листопада 1985 року, коли вона разом з чоловіком їхала подякувати прихильникам після того, як він програв вибори мера округу Тайнань, водій сільськогосподарського автомобіля, збудованого на скору руку, тричі переїхав її. Водій, Чан Чжун-Цай (張榮財), був різноробочим. Під час інциденту Чанг був побитий одним із співробітників передвиборчого штабу Чену. Через серйозність інциденту Чанг був також ув'язнений на місяць. Пізніше Чень зняв з нього звинувачення і прийняв вибачення від Ченга. Після цього інциденту Ву залишився паралізованим і пересувається в інвалідному візку.
З часів страждань Ву Чен і його прихильники часто прямо чи опосередковано називали Чанга найманим вбивцею, якого, можливо, найняв Гоміньдан (KMT) здійснити політичне вбивство, як це було зроблено в період воєнного стану проти опонентів КМТ. Навіть сьогодні існують певні розбіжності щодо того, хто несе відповідальність за цей епізод, чи був це нещасний випадок, чи навмисний напад.

## Депутат законодавчого органу
У 1986 році Чен Шуйбянь була ув'язнений за публікацію статті, в якій він критикував Елмера Фунга, який звинуватив його в наклепі. Ву представляла свого чоловіка на виборах до Законодавчих зборів КНР. Вона була обрана сьомою з восьми вільних місць. Коли Чень вийшов з в'язниці, він став її спеціальним помічником.
5 червня 1987 року Ву став першим членом парламенту Тайваню, який виступив на захист прав людини жертв в'єтнамських біженців у справі про різанину в Ліюй, звернувшись з офіційним запитом до Міністерства національної оборони Китайської Народної Республіки в Гоміндані.
Після виходу з Законодавчого Юаня вона вирішила більше не балотуватися на державні посади, а натомість зосередитися на ролі дружини політика.

## Відмивання коштів
14 серпня 2008 року Чень Шуйбянь скликала вечірню прес-конференцію, на якій зізнався у викривленні витрат на передвиборчу кампанію на попередніх виборах (по дві кандидатури на посаду мера та президента), а також у тому, що гроші на передвиборчу кампанію були переведені на закордонні рахунки. Чен стверджує, що переказ грошей була здійснений його дружиною, про що він не знав.
Швейцарська влада також розпочала розслідування щодо швейцарського банківського рахунку на ім'я невістки Ченя: близько 31 мільйона доларів США було переказано на рахунок з Тайваню, а потім знову направлено на рахунок на Кайманових островах. Влада Швейцарії та Тайваню співпрацюють у розслідуванні випадків відмивання грошей членами колишньої першої сім'ї. Невідомо, чи пов'язані між собою перекази коштів на швейцарські рахунки та перекази коштів на передвиборчу кампанію пані Чень за кордон.
Наступного дня, 15 серпня, Чень оголосив, що і він, і його дружина вийдуть з Демократичної прогресивної партії назавжди.
Чень і Ву 15 серпня вийшли з Демократичної прогресивної партії (ДПП) і принесли свої вибачення. Чень сказав: "Сьогодні я повинен вибачитися перед усіма членами і прихильниками ДПП. Я всіх підвів, завдав вам приниження і не виправдав ваших очікувань. Мої дії завдали непоправної шкоди партії. Я глибоко люблю НДП і пишаюся тим, що є членом НДП. Щоб висловити свої найглибші співчуття всім членам і прихильникам ДНП, я оголошую про свій негайний вихід з ДНП. Моя дружина Ву Шучен також виходить з партії". Голова ДНП Цай Інвень також вибачилася перед громадськістю від імені партії: "Що стосується рішення Чена і його дружини вийти з партії і його бажання взяти на себе відповідальність за свої дії, а також пройти розслідування антикорупційного комітету партії, ми поважаємо його рішення і приймаємо його". Тайванська прокуратура 16 серпня допитала Ву і попросила пояснити грошові операції за кордоном. Член партії КМД стверджував, що дружина Ченя купувала коштовності для відмивання грошей. Хунг Сью-чу з ГМД стверджує, що сім'я Чена відкрила 4 банківських рахунки в Швейцарії із загальною сумою вкладів 32 млн. доларів США, які Чен переказував через свою невістку Хуан Цзюй-Чін.
17 серпня прокуратура Верховного суду оголосила, що тайванські слідчі вилучили коробки з документами після обшуку будинку Чена в Тайбеї, його офісу, а також в Тайнані, в будинку брата його дружини Ву Чін-мао. Прокуратура заборонила Чену залишати Тайвань. Чен має 21 мільйон доларів в закордонних банках на ім'я членів сім'ї. Ши Мін-Те, колишній лідер Демократичної прогресивної партії Чена, звинуватив Чена у відмиванні щонайменше 85 мільйонів доларів США від підприємця, який брав участь у тендері на право володіння банком у 2005 році. Про це заявив речник Управління берегової охорони Сьє Чінг-Чін (Hsieh Ching-chin): "Ми отримали наказ від спеціального слідчого підрозділу близько 21:20 вчора ввечері, в якому говориться, що колишньому президенту Чену заборонено залишати країну". Розслідування щодо Чена стосується 14,8 млн тайванських доларів (480 500 доларів США) спеціальних витрат уряду, коли він був президентом, а його дружина перебуває під слідством за корупцію і підробку документів. Прокурори встановили, що щонайменше 1,5 млн. новозеландських доларів було витрачено на діамантові каблучки та інші предмети розкоші для його дружини.
Тайванські судді 19 вересня 2008 року відхилили клопотання прокуратури про арешт Ву після того, як вона не з'явилася до суду в 17-й раз, посилаючись на поганий стан здоров'я. Про це заявив її адвокат Лі Шенгсюн: "За даними лікарні Національного університету Тайваню, присутність Ву в суді може загрожувати її життю. Це серйозна ситуація, тому моя клієнтка вирішила прислухатися до порад лікарні". Чиу І, законодавець КМТ, заявив, що "колишня сім'я знецінила правосуддя, вони були найбільш безсоромними, тому що У Шу-чен не з'явився до суду у справах Державного фонду".
Ву була офіційно визнаний винним і засуджений до одного року позбавлення волі за дачу неправдивих свідчень 2 вересня 2009 року. Крім того, син, дочка та зять Ву також були засуджені до одного року ув'язнення, але суди скоротили цей термін до шести місяців за правилами амністії.
18 лютого 2011 року Ву була обстежена в тюремній лікарні Тайчжун і визнана занадто хворою для несення служби, тому вона була поміщена під домашній арешт, але не буде ув'язнена.